# Marcin Chmielewski
Marcin Krzysztof Chmielewski (ur. 07 sierpnia 1970 w Poznaniu) – polski profesor nauk chemicznych, pracownik naukowy Instytutu Chemii Bioorganicznej PAN, gdzie kieruje Zakładem Chemii Biopolimerów. Specjalizuje się w chemii organicznej, biochemii i biotechnologii ze szczególnym uwzględnieniem chemicznej syntezy kwasów nukleinowych. Jest twórcą teromowrażliwych narzędzi molekularnych, takich jak: termolabilne grupy ochronne, termousuwalne znaczniki fluorescencyjne oraz termozależne polimery. Jako kierownik Zakładu Chemii Bioopolimerów prowadzi m.in. badania nad reakcją fosforylacji biopolimerów, syntezą małocząsteczkowych związków sygnałowych czy nowymi, funkcjonalnymi materiałami polimerowymi. Wyniki tych badań mają istotny potencjał aplikacyjny m.in. jako nośniki leków czy podłoża w chemicznej syntezie na fazie stałej.

## Życiorys
W 2000 r. obronił rozprawę doktorską pt. Opracowanie chemicznej syntezy oligonukleotydów zawierających jednostki 2'-O-rybozylowane, wykonaną pod kierunkiem prof. Wojciecha Markiewicza w Instytucie Chemii Bioorganicznej PAN. Stopień doktora habilitowanego nauk chemicznych uzyskał w 2012 r., również w ICHB PAN, na podstawie pracy pt. Termolabilne Grupy Ochronne w chemicznej syntezie związków o znaczeniu biologicznym. Dnia 18 lutego 2025 r.2025 r. uzyskał tytuł profesora nauk chemicznych. Natomiast 01.08.2025 został powołany na stanowisko profesora w Instytucie Chemii Bioorganicznej PAN w Poznaniu. Do 2025 r. wypromował 5 doktorów, uczestniczył w realizacji 18 projektów otrzymanych w otwartych konkursach krajowych i zagranicznych, jest współautorem 18 patentów krajowych i zagranicznych oraz 43 publikacji w recenzowanych czasopismach międzynarodowych. Współzałożyciel przedsiębiorstw badawczo-rozwojowych pod firmą: FutureSynthesis sp.z o.o. oraz BioSynthesis sp.z o.o.
Odznaczony Krzyżem Kawalerskim Orderu Odrodzenia Polski (2020). Członek Komitetu Chemii PAN w latach 2020 - 2023.

## Projekty badawcze
Kierowane projekty badacze finansowane przez
- Narodowe Centrum Nauki[12][13]:
  - Opracowanie chemicznej metody syntezy biologicznie aktywnych trójfosforanów z zastosowaniem termolabilnych grup ochronnych (OPUS 4; 2013–2017)
- Narodowe Centrum Badań i Rozwoju[14]:
  - Wysokowydajne podłoża do syntezy biocząsteczek na fazie stałej (Program Badań Stosowanych, 2012–2015)
  - Wdrożenie metody wytworzenia 5'trifosforylowanych kwasów nukleinowych (TANGO 4; 2021–2022)
  - Opracowanie wielkoskalowej syntezy kwasów nukleinowych z wykorzystaniem podłoży hybrydowych (Projekt strukturalny/POIR/Szybka Ścieżka; od 2021)
- Komisję Europejską:
  - Regulated Assembly of Molecular Machines for DNA Repair: a Molecular Analysis Network (DNARepairMan) – Horizon 2020 Marie Sklodowska-Curie Action[15]